# Museo del Hombre
El Museo del Hombre (en francés: Musée de l'Homme) es un conocido museo de antropología ubicado en París, en el Palacio de Chaillot, en la plaza del Trocadero. Fue creado en 1937 por Paul Rivet, para el evento de la Exposición Universal. Es continuador del Musée d'Ethnographie du Trocadéro (Museo de Etnografía del Trocadero), fundado en 1878.
En 2006, todas las colecciones etnográficas fueron trasladadas al Museo del muelle Branly (Musée du quai Branly), permaneciendo en el Museo del Hombre solo las exposiciones permanentes sobre prehistoria y antropología física, y una parte de las estructuras de investigación.

## Características
El Museo del Hombre ocupa la mayor parte del ala de Passy del Palacio de Chaillot en el XVI distrito parisino. Sus colecciones provienen de objetos reunidos desde el siglo XVI, que integraban el Gabinete de Curiosidades y el Gabinete Real, enriquecidas con objetos provenientes de las colonias francesas en siglo XIX.
Su objetivo es reunir todo lo que pueda definir al ser humano: el hombre en su evolución (prehistoria), el hombre en su unidad y diversidad (antropología), y el hombre en su expresión cultural y social (etnología). El museo se encuentra bajo la autoridad de varios ministerios y hospeda varias unidades de investigación de CNRS.
La galería sobre prehistoria, cuenta con la mayor colección de fósiles humanos del Paleolítico europeo y sus artefactos, com más de 500 mil objetos. En la exposición permanente La noche de los tiempos, son recreadas las etapas de la evolución humana, con modelos de los diferentes homínidos antecesores del Homo sapiens, hasta llegar a la actual configuración del cuerpo humano, incluyendo modelos de fósiles importantes como Lucy, una Australopithecus afarensis con cerca de 3,2 millones de años de antigüedad. 
Hasta 1974, el museo expuso al público los restos de Sara Baartman, conocida despectivamente como la Venus Hotentote, una mujer Khoikhoi esclavizada por los ingleses y exhibida como un animal en zoológicos humanos de Londres, a inicios del siglo XIX. Los restos de Sara Baartman fueron reclamados por el presidente Nelson Mandela, siendo finalmente enviados a Sudáfrica para su inhumación. El museo también cuenta entre sus pertenencias con el cráneo de Descartes.

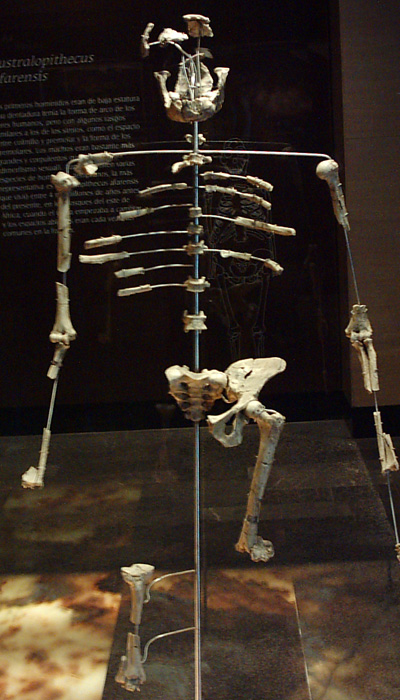
Esqueleto de Lucy.
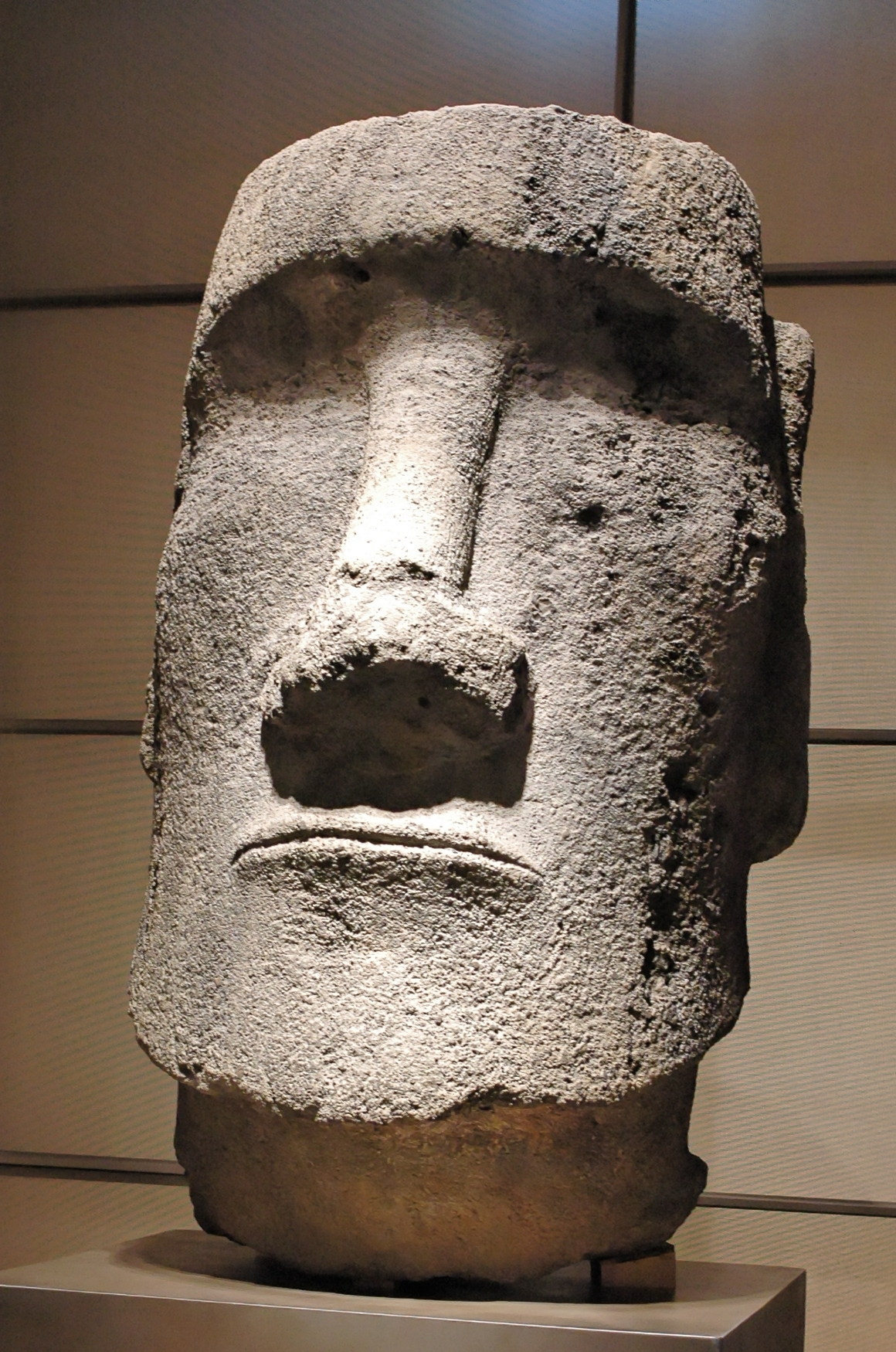
Moai de la Isla de Pascua. Donación de Chile.
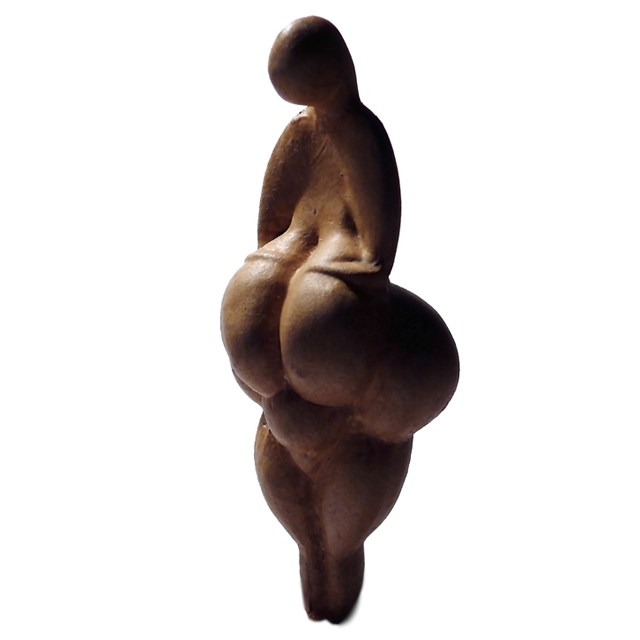
Venus de Lespugue, Paleolítico francês.